# Torneio Quadrangular de Vitória de 1965
O Torneio quadrangular de Vitória foi um torneio de caráter amistoso, realizado em Vitória, Espírito Santo em 1965.

## Jogos
- 17 de junho de 1965

 Rio Branco 1 X 1  Fluminense
- 17 de junho de 1965

 Vitória  0 X 2  Flamengo
- 20 de junho de 1965

 Vitória  1 X 1  Fluminense
- 20 de junho de 1965

 Rio Branco  0 X 0  Flamengo

## Campeão
| Torneio Quadrangular de Vitória de 1965 |
| --------------------------------------- |
| Flamengo Campeão                        |